# 카드헤린

카드헤린으로 된 밀착연접의 구조를 보여주는 그림. 액틴필라멘트들이 α-액틴과 막을 관통하는 빈쿨린과 함께 연결되어 있다. 빈쿨린의 머리 도메인은 α-, β-, γ-카테닌을 통해 E-카드헤린과 함께 연결되어있다. 빈쿨린의 꼬리 도메인은 막지질과 액틴필라멘트와 함께 연결되어 있다.

카드헤린(영어: cadherin) ("칼슘-의존성 연결"이라 불리는)은 타입-1 막관통 단백질이다. 세포연접에 중요한 역할을 하며, 조직 내에서 세포들이 접착연접을 형성한다. 칼슘이온(Ca2+)에 의존적이다.
카드헤린 슈퍼패밀리는 카드헤린, 프로토카드헤린, 데스모글린, 데스모콜린 등을 포함한다. 구조에서, 그들은 카드헤린 반복을 가지며 이것은 세포 외 Ca2+-결합 도메인이다. 다양한 종류의 카드헤린 분자가 있다. 세포 배양과 발생의 과정에서 세포들이 특정한 카드헤린 아종을 가지고 있으며 같은 종류끼리 뭉치고 다른 종류는 밀어내는 현상이 관찰되었다. 예를 들어, N-카드헤린을 포함하는 세포는 N-카드헤린을 발현하는 세포와 뭉치려는 경향을 보인다. 그러나 세포배양의 실험에서 세포가 섞이는 속도는 동형특이성의 범위에 영향이 있다는 것을 알아내었다. 게다가 몇몇의 그룹에서는 다른 종류의 카드헤린 세포가 붙는 이형의 결합친화도가 관찰되었다. 현재의 모델은 세포가 카드헤린 아종을 열역학적 특이성 이라기 보다 역학적 특이성으로 구별한다고 제안한다.